# Aristófanes de Bizancio
Aristófanes de Bizancio (ca. 257 a. C. - ca.180 a. C.) fue un erudito griego perteneciente a la época helenística. Fue uno de los bibliotecarios en Alejandría y maestro de Aristarco y uno de los grandes especialistas en literatura griega. Estudió y trabajó en Alejandría junto con Zenódoto de Éfeso y Calímaco. En el año 194 a. C. sucedió a Eratóstenes en la dirección de la biblioteca. El rey Ptolomeo V mandó su encarcelamiento cuando se enteró de que planeaba dirigir la Biblioteca de Pérgamo, que rivalizaba con la de Alejandría.  Se lo suele considerar uno de los primeros filólogos.
Aristófanes publicó y difundió las obras de Homero, Hesíodo. Eurípides, Aristófanes, Alceo, Píndaro y Alcman. Fue el primero en negar que la obra Preceptos de Quirón fuera de Hesíodo. Empleó una serie de símbolos en los textos para facilitar la búsqueda de los pasajes de autenticidad dudosa, previamente estudiados por él. Aristófanes y su discípulo Aristarco establecieron el canon literario alejandrino. 
Fue un gran estudioso e investigador de las obras de Menandro y escribió un tratado crítico sobre ellas. Su interés lingüístico le llevó al estudio en profundidad de la gramática griega cuyo resultado fue un compendio sobre esta materia y sobre la acentuación de las palabras. Aristófanes fue el innovador del acento tónico. Se cree que fue él quien hizo la división de las obras de Platón en trilogías. De toda la producción de Aristófanes sólo ha llegado a nuestros días los Argumentos de las obras griegas, lo que él llamaba Hypotheseis, que precedían e indicaban el argumento de cada obra.